# Parafia Najświętszej Maryi Panny Królowej Polski w Starachowicach
Parafia Najświętszej Maryi Panny Królowej Polski w Starachowicach – rzymskokatolicka parafia w Starachowicach, należąca do dekanatu Starachowice-Południe w diecezji radomskiej.

## Historia
- Parafia została erygowana 1 czerwca 1984 przez Księdza Biskupa Edwarda Materskiego.

## Kościół
- Kościół pod wezwaniem Najświętszej Maryi Panny Królowej Polski w Starachowicach-Michałowie, według projektu arch. Mirosława Szklarczyka został zbudowany w latach 1989–1993 staraniem ks. Bogdana Lipca. Bp. Edward Materski poświęcił go 23 grudnia 1994, a konsekrował 14 czerwca 1998. Jest to budowla jednonawowa, wzniesiona z cegły.

## Terytorium
- Do parafii należą: Starachowice - ul. Kornatka, Fryderyka Lempe, Lenartowska, Letniskowa, Ostrowiecka (od nr. 29 do 201 oraz nr. 18a do 168), Powstania Styczniowego, Stalowników, Strażacka, Turystyczna, Warszawska (strona parzysta od nr. 2 do 8), Wschodnia oraz część miejscowości Kuczów[1].

## Proboszczowie
- 1982 - 1987 - ks. Stanisław Klusek
- 1987 - 2011 - ks. prał. Bogdan Lipiec
- 2011 - nadal - ks. Krzysztof Gębusia